# Ключка Олександр Сергійович
Олександр Сергійович Ключка — старший сержант Збройних сил України, учасник російсько-української війни, Герой України, що відзначився у ході російського вторгнення в Україну.

## Життєпис

### Російське вторгнення в Україну (2022)
Наприкінці березня 2022 року на Київщині старший сержант Олександр Ключка майстер-сержант Павло Білоус відзначилися під час бою з колоною бронетанкової техніки противника. Завдяки їхнім діям були знищені танки, БМД та БМП ворога.

## Нагороди
- звання «Герой України» з врученням ордена «Золота Зірка» (2022) — за особисту мужність і героїзм, виявлені у захисті державного суверенітету та територіальної цілісності України, вірність військовій присязі  [2].